# Geraldia renatae
Geraldia renatae är en tvåvingeart som beskrevs av Barraclough 1992. Geraldia renatae ingår i släktet Geraldia och familjen parasitflugor. Inga underarter finns listade i Catalogue of Life.